# المتنمر
مسلسل تليفزيوني واقعي أمريكي أنشأه مارك برنيت والذي تم بثه على إم تي في في كل حلقة تحدى المضيف البارز جايسون ماينيس ميلر الفتوهات لمحاربة فنان عسكري مختلط محترف للحصول على فرصة للفوز بمبلغ 10,000 دولار المال الذي حصلوا عليه يعتمد على أداءهم ضد خصمهم مع أي مال لم يفوزوا بالذهاب إلى ضحايا المتنمر  إذا تمكن المتنمر من تقديم أو طرد الفنان العرفي في أي وقت فقد حصل على مكافأة قيمتها 5000 دولار

## الشكل
وقد تم تقسيم الحلقات في الموسم الأول إلى أربعة أجزاء في الجزء الأول من الفوضى يظهر شريط أرسله الضحايا إليه طلبا للمساعدة مع المتنمر. وقد أعقب ذلك اجتماع  مع الضحايا ومناقشة مشاكلهم بإيجاز  وبعد ذلك تواجه الفوضى والضحايا والمتنمر، وعرض الفوضى 10,000 دولار للمتنمر  لمحاربة مقاتل محترف إم إم إم إيه، وفي كل الحلقت الذي بثت قد قبل المتنمر. الجزء التالي تألفت من الفوضى إحضار المتنمر في صالة الألعاب الرياضية لرؤية كيف القتال من أجل مساعدته بوضع سيكون معه في القفص، خلال هذا الجزء، قدمت الفوضى بولييس إلى الرجل الآخر وقد ناقش القتال معه قليلا، وهذا الجزء ينتهي بالضحايا الذين يلتقون بالمقاتلة الذين سيقاتلون المتنمر وبعض المشابك من المتنمر التي تعد في غرفة الخزائن. بدأ الجزء التالي مع الفوضى يقف في الحلقة مع الضحايا ويعرفهم على الحشد. بعد مقدمة موجزة يتم إخراج المتنمر من الحشد  بعد ذلك ترك الفوضى بولييس والضحايا لديهم بضع كلمات أخيرة قبل إخراج المقاتلة  بعد ذلك سلمت القفص إلى جون كبير، الذي سيبدأ الجولة الأولى من كل معركة بعد مقطع قصير يشرح القواعد  الجولة 1 هي جولة 3 دقائق فقط. يبدأ الفتوة الجولة بـ 5,000 دولار ولكنه يخسر 1,000 دولار في كل مرة يجبر فيها على الخروج وبدأ الجزء التالي بتفسير لقواعد الجولة الثانية الجولة الثانية على بعد 3 دقائق من جولة الكيك بوكسينغ. ويفوز الفتوة بخمسة آلاف دولار إذا استطاعوا البقاء على قيد الحياة لمدة ثلاث دقائق كاملة، ولكن لا يحصلون على أي أموال إذا استقال أو وقف الحكم المعركة بعد انتهاء الجولة  تنتقل الفوضى إلى المال ويسأل المتنمر عما إذا كان هناك أي شئ يريدون أن يقولوه للضحية  بمجرد انتهاء المعركة والتي دائما كانت اعتذار.
في الموسم الثاني  تغير شكل النصف الأول من العرض بشكل ملحوظ  العرض يبدأ مع الفوضى في القفص ويعرض أولا شريط الضحايا  وبعد ذلك ينضم إليه الضحايا في القفص  ثم يتبع ذلك شريط من المتنمر يشرح فيه لماذا يختاروا ضحاياهم  وكثيرا ما يتجاوزون فيه لقطات لهم أثناء عملهم  أو يلعبون رياضة  أو يتدربون، ويبدأ الجزء التالي بالمتنمر الذي سبق أن وافق على القتال ويعمل  الفوضى على  مقابلة مع المتنمر وثم قطع العرض للقتال الليلة. سيبدأ فوضى يقدم ضحاياه إلى مقاتلتهم  ويتركهم أن يقولو قصتهم إليه  في الوقت نفسه الفوضى ستتجه إلى غرفة خزانة المتنمر ومناقشة لفترة وجيزة المعركة القادمة معهم  يتبع هذا بقطة من جانب إلى جانب يبدي الارتفاعات وأوزان من الفتوة والمقاتلة. وكان هذا مصحوبا أحيانا بمعلومات أخرى، غالبا ما تكون مزحة، مثل سجلات القتال غير المؤكدة للباقين  بعد هذا يأتي الفتوة كنت داخل إلى القفص والبقية من الحلقة استمر في ال نفسه طريقة بما أن في الفصل السابقة
الموسم الثالث اتبع نفس الشكل الموسم الثاني باستثناء أن جولات القتال تم تمديدها من ثلاث دقائق إلى خمس دقائق في هذه الحلقة الأولى من هذا الموسم  قاتلت الفوضى نفسه المتنمر بالإضافة إلى العمل كمضيف.

## الجدل
وقد أشير إلى أن المتنمر قد نظم إلى حد كبير وأنه في معظم الحالات "لم يجتمع مجمع المتنمر - الضحايا حتى قبل تسجيل كل حلقة، وقد تضمن أحد المتنمرين الذين تم تصويره ظهور في العرض في سيرته الذاتية. ومن الفتوة الأخرى الفتوة المحترفة المثيرة التي ظهرت سابقا في برامج تلفزيونية أخرى، وردا على ذلك  كتب جيسون ميلر ما وصفه بـ منشور ترول وصف فيه العرض بأنه زائف تماما ليهكم على أولئك الذين يسمونه العرض الزائف
وقال ميلر في وقت لاحق على مدونته إن الضرب الجسدي الذي يصور في العرض لا يمكن أن يكون مزعجا وأشار إلى المتنمرين  بأنهم «دوتشيس» الذين يعتقدون بالفعل أنهم يستطيعون ضرب المقاتلين المحترفين وأصر ميلر على أن العرض هو «ليغي»

## روابط خارجية
- المتنمر على موقع IMDb (الإنجليزية)
- المتنمر على موقع ميتاكريتيك (الإنجليزية)
- المتنمر على موقع روتن توميتوز (الإنجليزية)
- المتنمر على موقع قاعدة بيانات الفيلم (الإنجليزية)